# Робиња (албум Халида Бешлића)
Робиња је тринаести студијски албум Халида Бешлића. Издат је 1998. године. Издавачка кућа је Нимфа саунд.

## Песме
1. Сватови
2. Робиња
3. Рањен сам ти
4. Тајна
5. Жена мог живота
6. Јесен у мени
7. Плавуше
8. Одлазим
9. Жељан сам, жељан
10. Рајске птице